# Buněčná linie A549

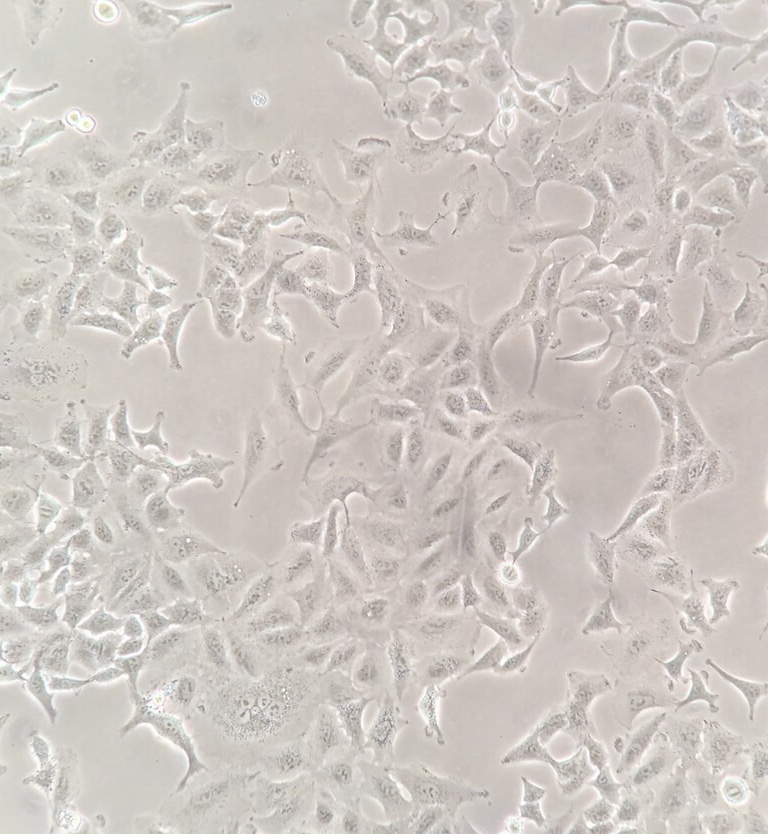
Mikroskopický snímek buněčné linie A549

Buněčná linie A549 (také A-549 či hA549) je imortalizovaná buněčná linie lidského adenokarcinomu plic. Epiteliální nádorové buňky byly izolované D. J. Giardem a kol. (1972) z rakovinné tkáně adenokarcinomu plic 58letého bílého muže. Je to nejběžněji využívaná buněčná linie lidského nemalobuněčného karcinomu plic pro biomedicínský výzkum a vývoj protinádorové terapie.

## Charakteristika buněčné linie
Buňky A549 jsou hypotriploidní alveolární bazální epiteliální buňky s rozdílným počtem chromozomů pohybujícím se mezi 64 a 67. V morfologické analýze buněk A549 pomocí TEM mikroskopie byl střední průměr buněk odhadnut na 10,59 µm.
Alveolární bazální epiteliální buňky jsou zodpovědné za difusi látek, jako jsou voda a elektrolyty, přes alveoly plic. Foster a kol. (1998) pozorovali absorpci a transport absorpčních markerů feritinu a transferinu buňkami A549, což poskytuje možnost využití buněk A549 ke studiu mechanismů dodávání léčiv do plicního epitelu.

### ID buněčné linie
COSMIC ID (Katalog somatických mutací u rakoviny, z angl.: Catalogue Of Somatic Mutations In Cancer) buněčné linie A549 je 905949.

## Kultivace
Buňky jsou kultivovány adherentně v monovrstvě, jako kultivační médium je využíváno Ham′s F12K nebo DMEM (Dulbecco's Modified Eagle Medium) s přídavkem 10% FBS. Buňky jsou inkubovány ve 37 °C v atmosféře 5% CO2. Doba zdvojení buněk A549 je za optimálních kultivačních podmínek 22 hodin.

## A549 ve výzkumu
Buňky  A549 jsou vhodným modelem pro studium nemalobuněčného karcinomu plic jak in vitro, tak in vivo. Pro studium in vitro bylo vyvinuto mnoho transfekčních kitů pro standardní i reversní transfekci. Pro studie in vivo byl vyvinut A549 CDX myší model (xenograft odvozený z buněčné linie; z angl. „Cell Line Derived Xenograft“).

### Produkce adenovirů
Buňky A549 jsou využívány k produkci adenovirů, zejména pro replikaci adenovirových konstruktů, které nepotřebují komplementaci virovým onkogenem.

### Studium zánětlivé reakce
Buněčná linie A549 byla využita k výzkumu vzniku zánětlivé reakce na mikrobiální patogeny. Bylo zjištěno, že epiteliální plicní buňky hrají důležitou roli při iniciaci akutní zánětlivé reakce na Mycobacterium tuberculosis produkcí chemokinů.

### Protinádorová terapie
Dále je buněčná linie často využívána k vývoji chemoterapeutik, Zou a kol. zkoumali potlačení proliferace buněk A549 inhibicí exprese metahedrinového onkoproteinu, podporujícího přežití a šíření buněk karcinomu plic, a indukcí apoptosy pomocí evodiaminu.